# Tony Gowland
Anthony J. „Tony“ Gowland (* 13. Mai 1945 in London) ist ein ehemaliger englischer Radrennfahrer.
Als Amateur gewann er 1966 die britische Meisterschaft im Zweier-Mannschaftsfahren mit seinem Partner Ian Alsop. 1969 und 1970 konnte er diese Meisterschaft erneut gewinnen. 1964 und 1965 gewann Gowland mit The Golden Wheel in London einen der traditionsreichsten internationalen Bahnradsportwettbewerbe in Großbritannien.
Tony Gowland war Profi-Radrennfahrer von 1968 bis 1978. Der Schwerpunkt seiner sportlichen Aktivitäten lag auf Straßenrennen in Großbritannien sowie auf Sechstagerennen, von denen er 31 bestritt. 1971 gewann er das Sechstagerennen von Montreal, gemeinsam mit Gianni Motta, und 1972 die Skol-Six in der Wembley Arena im Gespann mit Patrick Sercu. Dreimal belegte er beim Londoner Sechstagerennen Platz zwei, 1970 mit dem Deutschen Sigi Renz und 1975 mit dessen Landsmann Wilfried Peffgen sowie 1971 mit dem Belgier Alain Van Lancker. Er ist bisher (Stand 2019) der einzige britische Sieger des Rennens. 1967 gewann er im Vorabendprogramm des Sechstagerennens von London das Londoner Amateur-Sechstagerennen mit seinem Partner Ian Alsop.